# Hayton (Nottinghamshire)
 (août 2023).
Pour les articles homonymes, voir Hayton.
Hayton est une paroisse civile et un village du Nottinghamshire, en Angleterre.